# Crkva sv. Stjepana na Otoku
Crkva svetog Stjepana od Otoka, starohrvatska crkva iz 10. stoljeća koju je dala podići hrvatska kraljica Jelena Slavna na Gospinom otoku u Solinu. Sagrađena je gotovo paralelno s crkvom Blažene Djevice Marije oko 976. godine, prema zapisu koji je pronađen u predvorju crkve. Predvorje crkve služilo je kao mauzolej u kojem su se nalazili grobovi hrvatskih kraljeva, dok je susjedna crkva Blažene Djevice Marije, jedna od najvećih u Hrvatskoj, služila kao krunidbena bazilika kraljeva iz dinastije Trpimirovića.
Neki povjesničari ove dvije crkve i zamjenjuju.[nedostaje izvor] Njezini se temelji danas nalaze pod župnom crkvom Gospe od Otoka. 

## Povijest
Na Gospinom otoku u Solinu, uz rijeku Jadro, hrvatska je kraljica Jelena Slavna u 10. stoljeću dala podići dvije crkve, Blažene Djevice Marije i Sv. Stjepana, od kojih je prva služila kao krunidbena bazilika, a druga kao počivalište kraljeva iz dinastije Trpimirovića. One spadaju u red tzv. dvojnih crkava (basilica geminatae) koje su u hrvatskim krajevima obično gradili benediktinci. Veća je uvijek bila posvećena Gospi, a manja nekom svecu. Kako su se prema srednjovjekovnim običajima kraljevi pokapali u onoj crkvi u kojoj se krune, crkva Gospe od Otoka je vjerojatno bila krunidbenom crkvom, dok kralj Dmitar Zvonimir (1075. – 1089.) nije, nedaleko od nje, izgradio Krunidbenu crkvu sv. Petra i Mojsija (Šuplja crkva), a spomenute crkve darovao Splitskoj nadbiskupiji. Prema narodnoj predaji u Solinu je bilo sahranjeno sedam hrvatskih kraljeva.
Rečene dvojne bazilike spominje više srednjovjekovnih dokumenata, između ostalog i Historia Salonitana splitskog kroničara Tome Arhiđakona (1200. – 1268.), u čije su vrijeme još postojale iako su vjerojatno bile oštećene i opljačane u vrijeme mongolske invazije sredinom 13. stoljeća. U tekstu spominje kako je crkve dala sagraditi i obdariti neka kraljica Jelena te ih je darovala Splitskoj nadbiskupiji u trajno vlasništvo. Također, Toma piše kako su u predvorju crkve postojali grobovi hrvatskih kraljeva koje su čuvali redovnici:
| Originalni navod: »Vbi proclamationem faciente Laurentio archiepiscopo illustris uir Demetrius, cognomento Suinimir, rex Chroatorum, restituit ecclesie sancti Domnii ecclesias sancti Stephani et sancte Marie in Salona cum omnibus earum bonis. Has siquidem ecclesias edificauit et dotauit quedam Helena regina, donans eas Spalatine sedi iure perpetuo possidendas. Que ob reuerentiam regalium sepulchrorum concesse fuerant quibusdam regularibus ad tempus, qui assidue in eis officiorum ministeria exercebant. Ibi namque magnificus uir Cresimirus rex, in atrio uidelicet basilice sancti Stephani, tumulatus est cum pluribus aliis regibus et reginis.«(Toma Arhiđakon, Historia Salonitana, str. 80.) | Hrvatski prijevod: »Na izrečeno traženje nadbiskupa Lovre presjajni muž Dmitar, nazvan Zvonimir, kralj Hrvata, vratio je crkvi svetoga Dujma crkve svetoga Stjepna i svete Marije u Solinu sa svim njihovim dobrima. Crkve je sagradila i obdarila kraljica Jelena darujući ih splitskoj stolici u trajan posjed. Te su crkve zbog štovanja kraljevskih grobova bile predane na određeno vrijeme nekim redovnicima koji su u njima revno obavljali obrede. Tamo je pokopan uzvišeni muž kralj Krešimir, zajedno s mnogim drugim kraljevima i kraljicama, u atriju bazilike svetoga Stjepana.«(Toma Arhiđakon, Historia Salonitana, str. 81.) |

Arheolog i povjesničar, don Lovre Katić (1887. – 1961.), je našavši u arhivu splitske katedrale dokument iz 14. stoljeća, na temelju kojeg je 1930. godine pristupio iskapanjima. Otkrio je jednobrodnu crkvu, veličine 18x6 metara, s velikim predvorjem, u kojoj se je našlo više hrvatskih grobova, ali i grobova iz kasnijeg vremena. 
Budući da su na tom mjestu bile građene dvije crkve poslije one Jelenine, te vršena pokapanja drugih, mnogo ostataka iz vremena narodnih vladara je pobrisano. Nakon najezde Mongola u 13. stoljeću, koji su poharali grobove i oštetili crkve, početkom 14. stoljeća crkve su obnovili bribirski knezovi Šubići. Godine 1342. spominje se za vladavine kliškog kneza Mladena III. Šubića Gospina crkva, a obje još postoje, prema spomenutom dokumentu, koncem 14. stoljeća. Najvjerojatnije su ih porušili Turci na početku 16. stoljeća. Poslije odlaska Turaka na temeljima sv. Stjepana sagrađena je nova crkva Gospe od Otoka. To je svakako bilo prije 1670. godine, jer je u maticama solinsko-vranjičke župe zabilježeno kako je već te godine na 8. rujna krštenje obavljeno u crkvi Gospe od Otoka.

## Izgled i odlike
Crkva sv. Stjepana je bila izgrađena u karolinškom stilu s predvorjem iznad kojega je bila galerija i dvije kule-stubišta (westwerk) s obje strane narteksa (u ulozi kraljevskog mauzoleja) koji je vodio u trobrodnu crkvu podijeljenu zidanim stubovima i s pravokutnom apsidom.

## Arheološka istraživanja
Prva istraživanja na lokalitetu vodio je arheolog don Frane Bulić (1846. – 1934.) koji je 1898. godine otkrio temelje stare srednjovjekovne crkve blizu tadašnje crkve sv. Marije na Gospinom otoku u Solinu. Njegov suradnik danski arheolog Ejnar Dyggve (1887. – 1961.) proveo je novo istraživanje 1930. godine kada je, djelomično ispod temelja tadašnje župne crkve, pronašao ostatke još jedne manje, za koju je pretpostavio da bi trebala biti crkva sv. Marije koja je bila u funkciji kongregacijske crkve, dok je većoj, koju je otkrio Bulić, titular trebao biti sv. Stjepan i ta je bila u funkciji mauzoleja hrvatskih vladara. Navod srednjovjekovnog kroničara Tome Arhiđakona o crkvi sv. Stjepana kao mjestu gdje su se pokapli hrvatski kraljevi, potvrdio je don Frane Bulić pronalaskom dijela sarkofaga s natpisom kraljice Jelene.
Revizijska istraživanja izvršili su 1972. godine arheolozi Željko Rapanić i Dušan Jelovina.

## Vanjske poveznice
- Srednjovjekovne geminae na Otoku u Solinu
- Solin, Gospa od Otoka – mhas-split.hr
- Gospin Otok – vmgs.hr  Arhivirana inačica izvorne stranice od 31. listopada 2016. (Wayback Machine)
- Slika današnje Gospe od otoka